# Codriophorus carinatus
Codriophorus carinatus là một loài Rêu trong họ Grimmiaceae. Loài này được (Cardot) Bednarek-Ochyra & Ochyra mô tả khoa học đầu tiên năm 2003.